# OMON (Belarus)
OMON (ОМОН, auch AMAP, АМАП, nach belarussisch Атрад міліцыі асобага прызначэння; russisch Отряд милиции особого назначения) ist eine Spezialeinheit der Miliz in Belarus. 

## Geschichte
Auf Anweisung des Innenministeriums der Sowjetunion vom 4. Oktober 1988 wurden in der gesamten Sowjetunion in 19 Großstädten Spezialeinheiten der Polizei gegründet. Auf dem Territorium der Belarussischen SSR geschah dies im November 1988 in Minsk. Nach der Auflösung der Sowjetunion wurden die OMON-Einheiten den jeweiligen Sicherheitsbehörden der Nachfolgestaaten unterstellt und aus den Minsker OMON-Einheiten die polizeilichen Spezialeinheiten der Republik Belarus.
2014 fragte Radio Free Europe aufgrund einer Veröffentlichung der Website der Zeitung „Salidarnasts“ beim belarussischen Innenministerium an, ob ehemalige Mitarbeiter der ukrainischen Berkut-Einheiten in der belarussischen OMON beschäftigt sind. Der Pressesprecher des Innenministeriums Kanstantin Schalkewitsch äußerte dazu, dass „das Innenministerium keine Kommentare zu minderwertigen Aufsätzen zu einem freien Thema im Internet veröffentlicht“. Dennoch wurden im Jahr 2020 ehemalige Mitarbeiter der aufgelösten Berkut-Spezialeinheiten in den Reihen der OMON identifiziert. Nowy Tschas konnte im Jahr 2021 noch weitere ehemalige Berkut-Angehörige identifizieren.

### Einsatz während der Proteste 2020
Während der Proteste im August 2020 nach der umstrittenen Präsidentschaftswahl kam die Einheit vielfach zum Einsatz. Dabei wurden Verhaftete auch in das Isolationszentrum Okrestino gebracht, in dem sie misshandelt wurden. Die Menschenrechtsorganisation Human Rights Watch dokumentierte mehrere Fälle von Misshandlungen durch OMON-Spezialeinheiten. Einem 29-jährigen Journalisten aus Hrodna wurden beispielsweise von einem OMON-Angehörigen beide Handgelenke gebrochen. Mehrere Verhaftete berichteten, sie seien von OMON-Angehörigen gezwungen worden, sich aufeinander zu legen. Dabei wurden sie geschlagen und erniedrigt. Sieben männliche und zwei weibliche Inhaftierte erklärten, sie seien beim Transport von OMON-Angehörigen mit Vergewaltigung bedroht worden. Ein 30-Jähriger berichtete, er sei von einem leitenden OMON-Offizier mit einem Schlagstock vergewaltigt worden.
Am 24. August 2020 nahmen Einheiten der OMON zwei Mitglieder des Koordinierungsrats, Wolha Kawalkowa und Sjarhej Dyleuski, fest.

## Sanktionen
OMON-Offiziere sind wiederholt unter internationale Sanktionen geraten. Am 2. Oktober 2020 fügte die Europäische Union ihrer Sanktionsliste Dsmitryj Balaba, Leanid  Schurawskij, Michail Damarnazkij, Maksim Michowitsch – die Kommandeure beziehungsweise der Minsker, Wizebsker, Homeler und Brester OMON hinzu. Dieselben Mitarbeiter wurden in die Sanktionslisten des Vereinigten Königreichs, Kanadas und der Schweiz aufgenommen. Die Vereinigten Staaten setzten Balaba am 2. Oktober 2020 und am 23. Dezember 2020 auch die ganze Minsker OMON in die Specially Designated Nationals and Blocked Persons.
Im Januar 2025 verhängte Kanada Sanktionen gegen OMON.

## Bilder

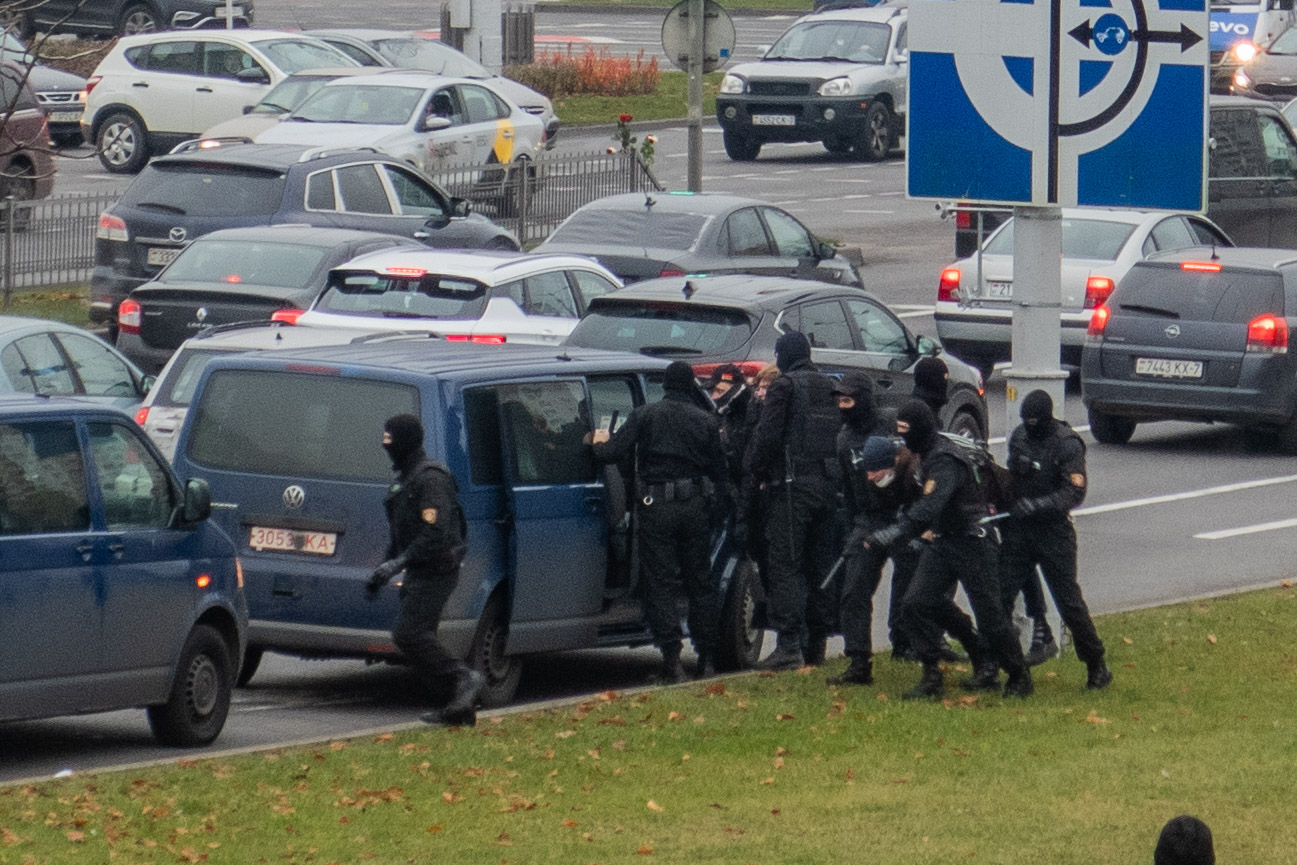
OMON-Einheiten mit ungekennzeichneten Fahrzeugen während eines Einsatzes im November 2020
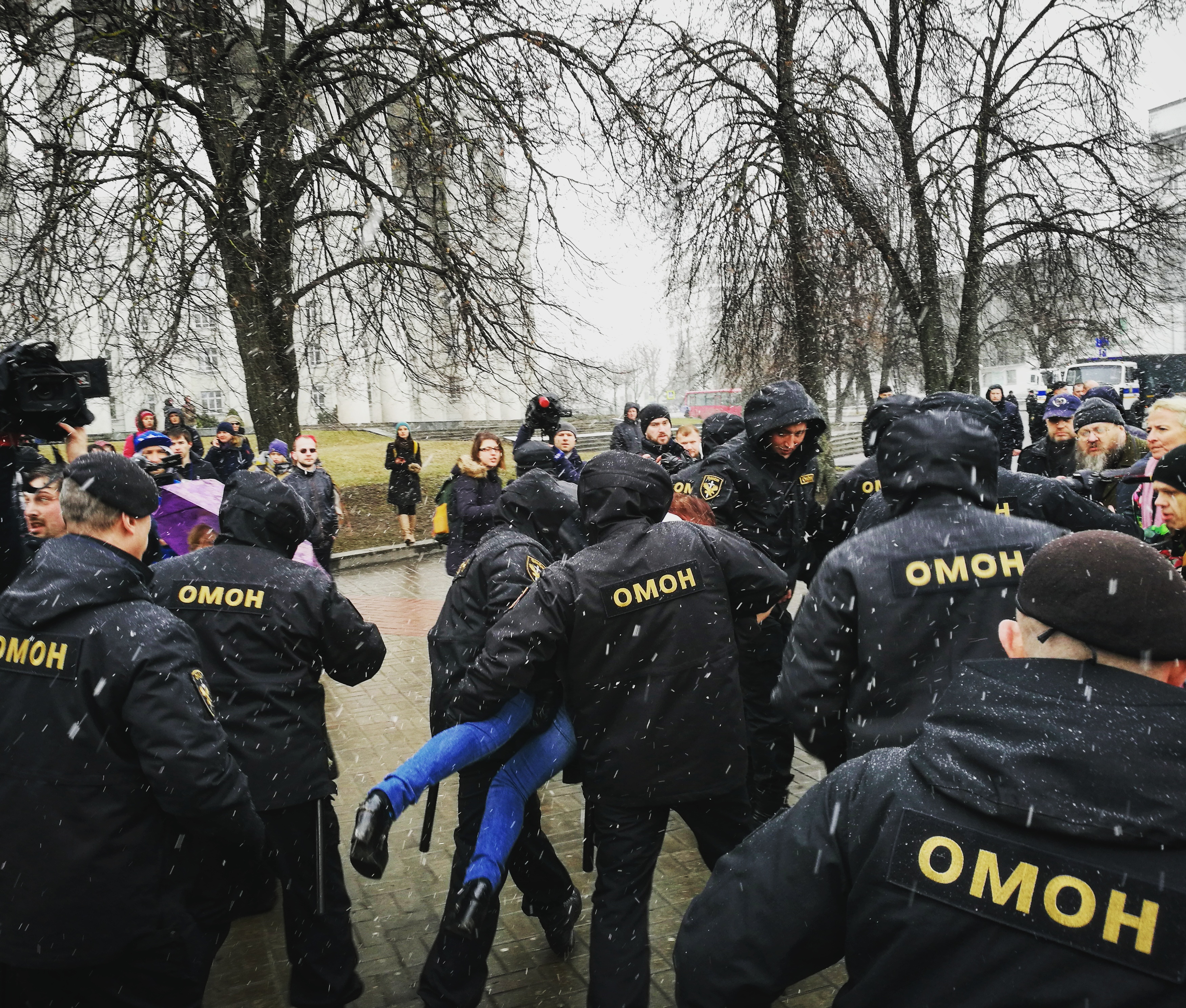
Mitglieder der OMON während einer Demonstration 2017
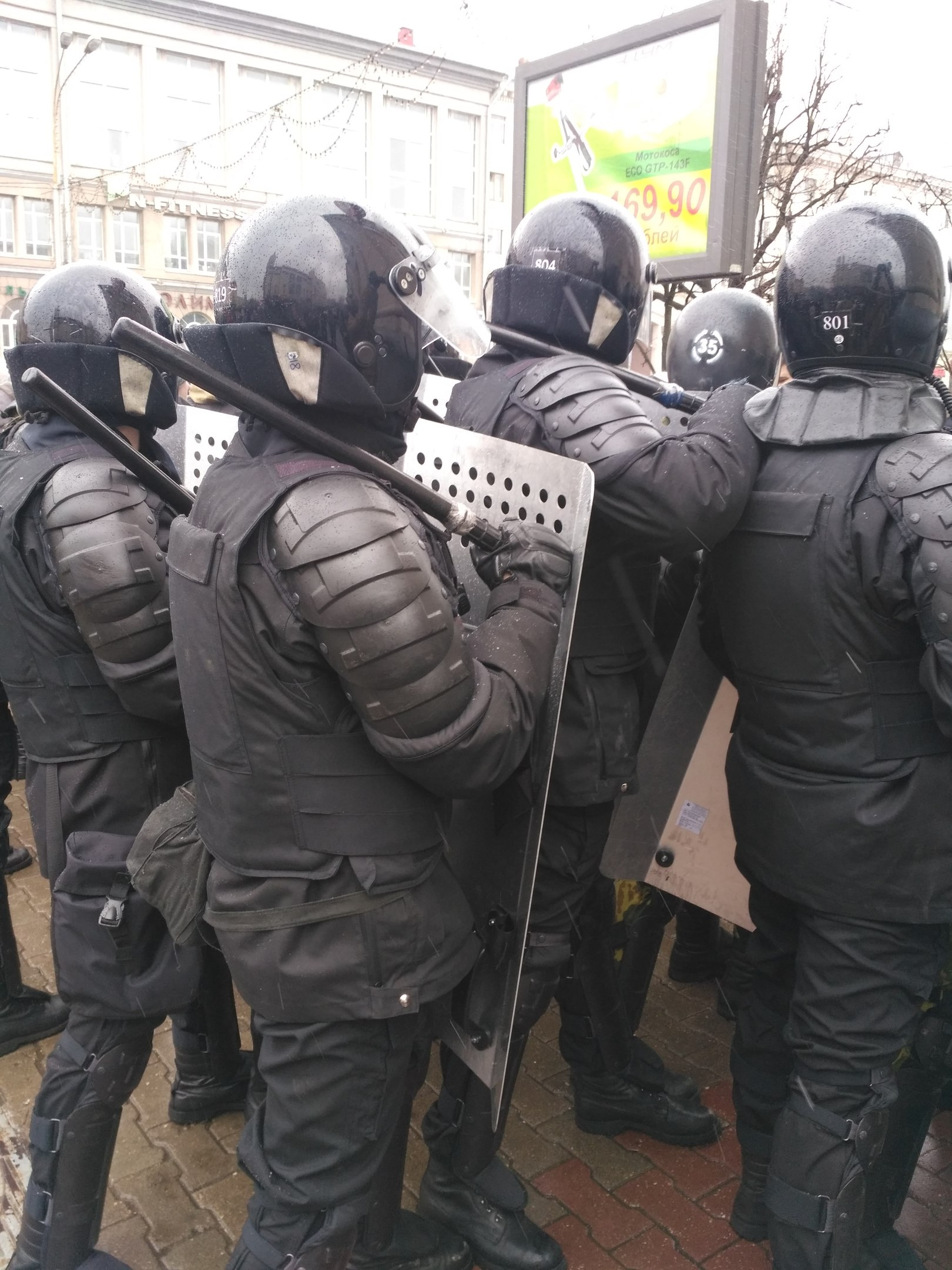
Eine uniformierte OMON-Einheit